# Ali Mahdi Mohamed
Ali Mahdi Mohamed (somal. Cali Mahdi Maxamed, arab. ‏علي مهدي محمد‎, ur. 1938 w Jawhar, zm. 10 marca 2021 w Nairobi) – somalijski polityk, prezydent Somalii w latach 1991–1993.
Stracił faktyczną władzę w kraju 27 sierpnia 1993, choć na arenie międzynarodowej był uważany za legalnego prezydenta do roku 2000.